# Nhlangano
Koordinaten: 27° 7′ S, 31° 12′ O
Nhlangano [nɬaŋˈganɔ] ist eine Stadt in Eswatini. Sie ist Verwaltungssitz der Region Shiselweni und hat 7.016 Einwohner (Stand 2013). Der historische Name des Ortes ist Goedgegun, der Name wurde jedoch zu Nhlangano, was auf Deutsch etwa „Treffpunkt“ heißt, geändert. Die Gemeinde befindet sich nahe dem Fluss Ngwavuma, einem Nebenfluss des Pongola.

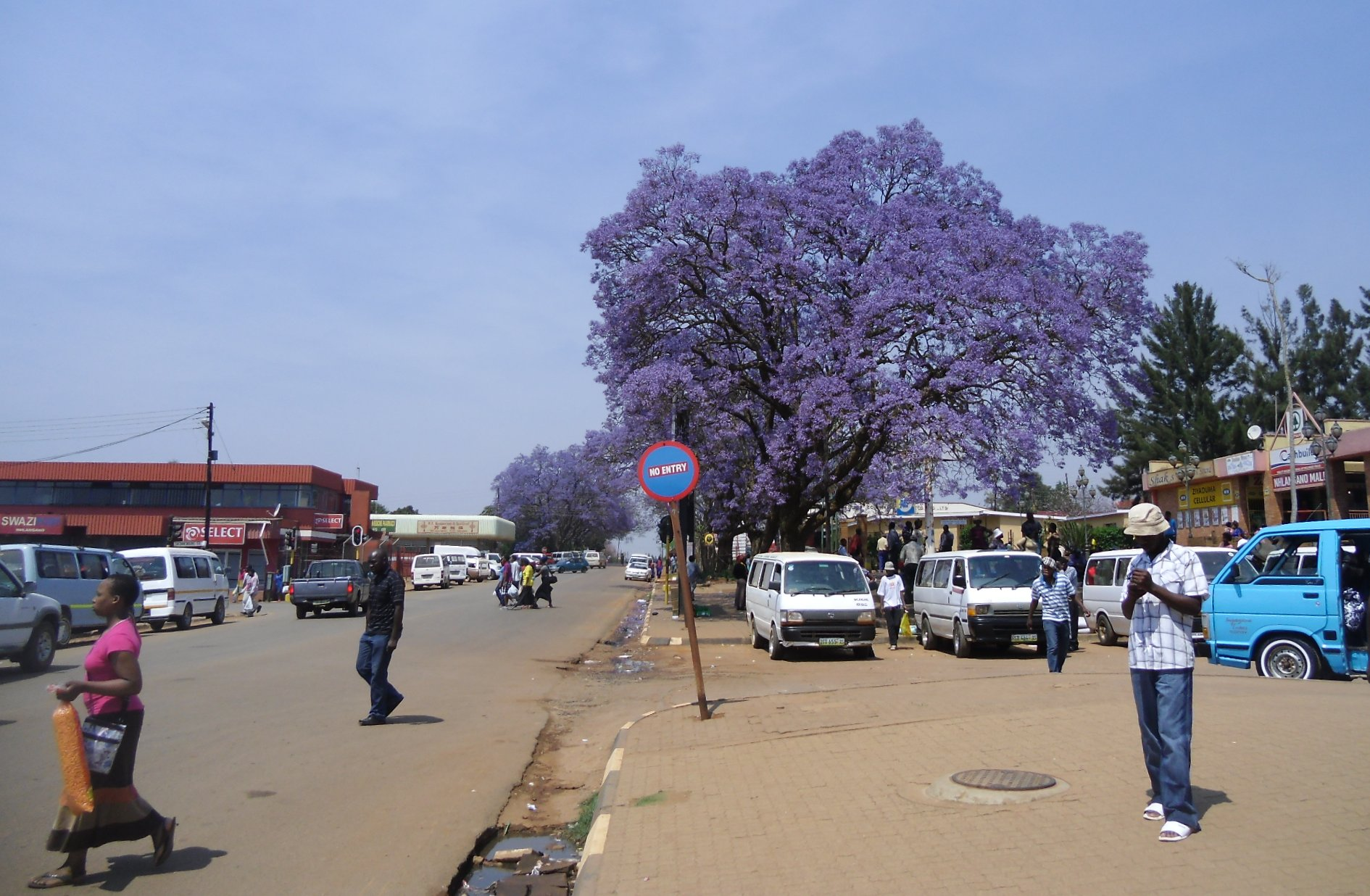
Ortszentrum mit Jacaranda-Baum

Nhlangano beherbergt ein Gesundheitszentrum, ein Gefängnis, ein Kasino und ein SOS-Kinderdorf.